# Серія 1 + 1 + 1 + 1 + …
Ряд 1 + 1 + 1 + 1 + ... - розбіжний ряд, тобто без кінцевої суми за основним визначенням. Його часткові суми зростають до нескінченності. Його також можна зберегти як {\displaystyle \sum _{n=1}^{\infty }n^{0}.}
Якщо така серія з’являється під час аналізу фізичних явищ, її іноді можна інтерпретувати, застосовуючи регуляризацію дзета-функцією, тобто в цьому випадку вказуючи значення дзета-функції Рімана в точці {\displaystyle s=0}
{\displaystyle \zeta (s)=\sum _{n=1}^{\infty }{\frac {1}{n^{s}}}={\frac {1}{1-2^{1-s}}}\sum _{n=1}^{\infty }{\frac {(-1)^{n+1}}{n^{s}}}.}
Обидва вирази, наведені вище, не є «обчислювальними» для нульового значення, тому використовується аналітичне продовження дзета-функції Рімана
{\displaystyle \zeta (s)=2^{s}\pi ^{s-1}\ \sin \left({\frac {\pi s}{2}}\right)\ \Gamma (1-s)\ \zeta (1-s).}
Завдяки йому (знаючи це {\displaystyle \Gamma (1)=1} ) ми отримуємо
{\displaystyle \zeta (0)={\frac {1}{\pi }}\lim _{s\to 0}\ \sin \left({\frac {\pi s}{2}}\right)\ \zeta (1-s)={\frac {1}{\pi }}\lim _{s\to 0}\ \left({\frac {\pi s}{2}}-{\frac {\pi ^{3}s^{3}}{48}}+\dots \right)\ \left(-{\frac {1}{s}}+\dots \right)=-{\frac {1}{2}},}
де розкладання в степеневий ряд {\displaystyle \zeta (s)} в навколишньому середовищі {\displaystyle s=1} відбувається тому, що {\displaystyle \zeta (s)} у ньому є один полюс із залишком, рівним 1. У цьому сенсі {\displaystyle 1+1+1+1+\dots =\zeta (0)=-{\tfrac {1}{2}}}  .

## Дивіться також
- Ряд Гранді
- 1 + 2 + 3 + 4 + ...
- Z-перетворення